# Sanga (Cuanza Sul)
Sanga é uma vila e comuna angolana do município de Cela, que se localiza na província de Cuanza Sul.